# (35675) 1998 XK17
1998 XK17 (asteroide 35675) é um asteroide da cintura principal. Possui uma excentricidade de 0.05964230 e uma inclinação de 6.44795º.
Este asteroide foi descoberto no dia 15 de dezembro de 1998 por Pierre Antonini em Bedoin.